# Heavy Metal Payback
Heavy Metal Payback – ósmy solowy album niemieckiego rapera Bushido. Promowały go trzy single "Ching Ching", "Für immer jung" z gościnnym udziałem Karel Gott i "Kennst du die Stars" z Oliver Pocher. Krążek sprzedał się w ponad 100.000 egzemplarzach.

## Lista utworów

### CD 1
1. "Gangsta" - 04:08
2. "Hunde, die bellen, beißen nicht" - 04:03
3. "Paragraph 117" - 04:03
4. "Die Träne fällt" (feat. Nyze) - 03:45
5. "Flug LH3516" - 04:13
6. "Merk dir eins" - 03:44
7. "4, 3, 2, 1 (Vielen Dank Aggro Berlin)" - 03:50
8. "Ching Ching" - 04:18
9. "Heavy Metal" (feat. Kay One) - 03:27
10. "Ich hoffe es geht dir gut" (feat. Bizzy Montana) - 04:04
11. "Bonnie und Clyde" (feat. Cassandra Steen) - 04:17
12. "Jenny" - 03:45
13. "Hai Life" - 03:54
14. "Es kommt wie es kommt" - 03:26
15. "Für immer jung" (feat. Karel Gott) - 04:30
16. "Rolling Stone" - 04:30
17. "Boomerang" - 03:55
18. "Mann im Spiegel" - 04:45
19. "Outro" - 01:48

### CD 2
1. "Apres Ski" - 3:42
2. "So Ghetto" - 4:16
3. "Kennst du die Stars" (feat. Oliver Pocher) - 3:09
4. "Hass" (feat. Chakuza) - 4:05
5. "Es gibt kein wir" - Limited Deluxe Box Edition
6. "Es klickt" - Limited Deluxe Box Edition
7. "Und sie dachten" - Limited Deluxe Box Edition
8. "Autorität" (Authority) (feat. Summer Cem) - Limited Deluxe Box Edition